# Anastasia Babúrova
Anastasia Babúrova (en ruso: Анастасия Эдуардовна Бабурова Anastasia Eduárdovna Babúrova, en ucraniano: Анастасія Едуардівна Бабурова Anastasia Eduárdivna Babúrova; Sebastopol, 30 de noviembre de 1983 - Moscú, 19 de enero de 2009) fue una periodista de Nóvaya Gazeta nacida en Sebastopol (RSS de Ucrania).
Anastasia Babúrova investigó las actividades de los grupos neonazis. Un día antes de ser asesinada, se unió al grupo anarquista y antifascista Acción Autónoma. Fue disparada y asesinada junto con el abogado de derechos humanos Stanislav Markélov, por un miembro del grupo terrorista neonazi BORN.

## Vida personal
Anastasia Babúrova fue la única hija de Eduard Fiódorovich Babúrov y Larisa Ivánovna Babúrova, ambos profesores de la Universidad Técnica Nacional de Sebastopol.
En 2000, empezó a estudiar en la Facultad de Administración de la rama del Mar Negro de la Universidad Estatal de Moscú en Sebastopol. Junto con su madre obtuvo la nacionalidad rusa en el año 2000. Se trasladó a Moscú en 2001 y estudió derecho internacional en el Instituto Estatal de Relaciones Internacionales de Moscú. En 2003, se casó con un estudiante de periodismo, Aleksandr Frolov, a quien había conocido en 2000 durante sus estudios en Sebastopol. En 2004, Babúrova estudió periodismo en la Universidad Estatal de Moscú. Compaginó sus estudios con un trabajo de periodista freelance para Vechérniaya Moskvá, Rossíiskaya Gazeta e Izvestia. En el verano de 2007, Babúrova y Frolov se divorciaron.
A partir de octubre de 2008, investigó (como periodista freelance) los grupos neonazis rusos para Nóvaya Gazeta.
Además de ruso y ucraniano, que consideraba sus lenguas maternas, hablaba inglés y francés.

## Actividad política
La actividad política de Babúrova se puede remontar a una ocasión en la que presenció una agresión neonazi contra un extranjero, tras lo cual escribió en su diario: «Es difícil mirarle a los ojos a un estudiante coreano al que dos matones acaban de golpear en la sien... dirigieron un Sieg Heil al tranvía y huyeron».
Babúrova estuvo activa en el movimiento ecologista anarquista. Participó en las actividades de foros sociales, incluido el Quinto Foro Social Europeo celebrado en Malmö en 2008, organizó el festival Anticapitalismo 2008, se manifestó numerosas veces y se implicó en actividades antifascistas en general.
En julio de 2008, Babúrova participó en una manifestación contra la tala del bosque de Jimki. Por su implicación en otra protesta contra el desahucio de extrabajadores de una fábrica de Moscú y de refugiados de la CEI, pasaría una noche en prisión. El día antes de su asesinato, Anastasia se unió al grupo anarcocomunista Acción Autónoma, aunque anteriormente había escrito un artículo para su periódico Avtonom.

## Actividad periodística
A lo largo de 2008, Anastasia Babúrova formó parte del equipo editorial del periódico ruso Izvestia y escribió decenas de artículos que se publicarían en Izvestia y Financial News, especialmente sobre finanzas. En 2008, dimitió debido a desavenencias con la evolución ideológica del periódico, que, según el semanario británico The Economist, desprendía «nacionalismo, conformismo y cinismo».

## Muerte e investigación
El asesinato de Babúrova fue el cuarto de un periodista de Nóvaya Gazeta desde 2000.
En un primer momento, se informó de que Babúrova había sido herida al tratar de parar al asesino de Stanislav Markélov, pero posteriormente las autoridades policiales rusas declararon que Babúrova recibió un tiro en la nuca. Murió pocas horas después en un hospital de Moscú.
El presidente de Ucrania Viktor Yúshchenko envió a los padres de la periodista un telegrama de condolencia el 23 de enero de 2009. El presidente ruso Dmitri Medvédev expresó sus condolencias seis días después.
El 26 de enero de 2009, Babúrova fue enterrada en el cementerio municipal central de Sebastopol, su ciudad natal.
En noviembre de 2009, las autoridades rusas declararon el final de la investigación criminal, hallando sospechosos a Nikita Tíjonov, de 29 años, y su novia, Yevguenia Jasis, de 24, ambos miembros de un grupo de ideología neonazi. Según las pesquisas, Tíjonov fue el autor material, mientras que Jasis le informaba por teléfono móvil de los movimientos de Markélov y Babúrova justo antes del doble asesinato. El crimen fue motivado por venganza por la actividad anterior de Markélov como abogado defensor de activistas. Los sospechosos fueron detenidos, y confesaron el crimen. En mayo de 2011, Tíjonov fue condenado a cadena perpetua y Jasis a 18 años de prisión.
El 1 de febrero se organizaron varias manifestaciones de apoyo en ciudades como París, Roma, Moscú o Kiev.